# الیستر براون (بازیکن فوتبال، زاده ۱۹۸۵)
الیستر براون (انگلیسی: Alistair Brown؛ زادهٔ ۱۲ دسامبر ۱۹۸۵) بازیکن فوتبال اهل بریتانیا است.
از باشگاه‌هایی که در آن بازی کرده‌است می‌توان به باشگاه فوتبال هیبرنین اشاره کرد.